# Черна гора (планина в Гърция)
Вижте пояснителната страница за други значения на Черна гора.
Черна гора или Църна гора (на гръцки: Μαύρο Βουνό, Мавро Вуно, на турски: Karadag) е малка планина в Егейска Македония, Гърция, разположена недалеч от границата с България, част от Шарлия. Тя е своеобразен център на историко-географската област Мървашко. Най-високият ѝ връх също се нарича Черна гора (Мавро Вуно) и е с височина 1653 метра. Вторият ѝ връх е висок 1475 метра и се нарича Желязна гора (Сидировуни). Планината е разположена на границата между Сярско от запад и Драмско от изток. На север се свързва със Славянка (Орвилос) чрез седловината Бели пресеки (Пресеките), а на югозапад с Шарлия (Врондус) чрез Цървиловската седловината, а на юг със Сминица (Меникио) посредством седловината Узунджата. В западното подножие на Черна гора е Крушевската, в източната Елеската, а в южното Горнобродската котловина.
През османското владичество планината е основен източник на желязна руда (магнетитов пясък) за железодобивната индустрия в Мървашко. По склоновете и се намират важните в миналото рударски и железарски селища - Търлис, Старчища, Долно Броди и Горно Броди.